# Ludwig Kroiß
Ludwig Kroiß (* 1958) ist ein deutscher Rechtswissenschaftler und ehemaliger Gerichtspräsident.

## Leben
Seit 1987 war er im bayerischen Justizdienst und dort Mitglied einer Zivilkammer und Vertreter einer Beschwerdekammer (Hauptamtlicher Arbeitsgemeinschaftsleiter für Rechtsreferendare beim Landgericht München I und beim Landgericht Traunstein), 2001 Richter am OLG München, 2003 Vorsitzender Richter am Landgericht Traunstein, 2006 Direktor des Amtsgerichts Traunstein, 2011 Vizepräsident des Deutschen Nachlassgerichtstages, 2013 Vizepräsident des Landgerichts Traunstein, seit 2017 Leitender Oberstaatsanwalt, Staatsanwaltschaft Traunstein. Am 19. Juni 2013 wurde er zum Honorarprofessor der Juristischen Fakultät der Universität Passau ernannt. Von Oktober 2019 bis Januar 2024 war er Präsident des Landgerichts Traunstein.
Im Dezember 2023 wurde Kroiß wegen des Vorwurfs sexueller Belästigung einer Angestellten vom Bayerischen Dienstgericht vorläufig vom Dienst suspendiert.

## Schriften (Auswahl)
- mit Bernhard Dombek: FormularBibliothek Vertragsgestaltung. Muster, Erläuterungen, Praxishinweise. Nomos, Baden-Baden 2018, ISBN 978-3-8487-4061-1.
- mit Walther Siede: FamFG. Kommentiertes Verfahrensformularbuch. Familienverfahren, Betreuungs- und Unterbringungsverfahren, Nachlassverfahren, Grundbuchverfahren, sonstige Verfahren. Nomos, Baden-Baden 2018, ISBN 978-3-8487-4159-5.
- mit Jörg Mayer (†), Christoph Ann: Erbrecht. §§ 1922–2385. Nomos, Baden-Baden 2018, ISBN 978-3-8487-4161-8.
- mit Claus-Henrik Horn, Dennis Solomon: Nachfolgerecht. Erbrechtliche Spezialgesetze. Zivilrecht, Strafrecht, Verwaltungsrecht, Steuerrecht, Verfahrensrecht, internationales Erbrecht. Nomos, Baden-Baden 2019, ISBN 978-3-8487-4160-1.